# Krigets änglar
Krigets änglar, Women of Valor, amerikansk TV-film från 1986.

## Handling
Några sjuksköterskor väljer att stanna kvar och fortsätta att jobba när deras trupper drar sig tillbaka.

## Om filmen
Filmen hade svensk premiär på TV4 den 24 juli 1994.

## Rollista (urval)
- Susan Sarandon - Margaret Ann Jessup
- Kristy McNichol - T.J. Nolan
- Alberta Watson - Helen Prescott
- Valerie Mahaffey - Katherine R. Grace
- Suzanne Lederer - Gail Polson
- Patrick Bishop - Matome Nakayama
- Terry O'Quinn - Tom Jessup

## Musik i filmen
- God Bless America
- Sentimental Journey
- Sunrise Serenade
- Marie
- Good Night Sweetheart
- I'm Waiting for Ships That Never Come In
- Therre'll Always Be An England